# Maitripa
Maitripa (1007–1077) – mistrz Buddyzmu Diamentowej Drogi z Indii. W młodości był studentem na uniwersytetach buddyjskich Nalanda i Vikramaśīla, ale porzucił studia dla praktyk tantrycznych. Był uczniem jogina Shavaripy, który przekazał mu m.in. najwyższe nauki buddyjskiej tantry – mahamudrę. Razem z Naropą był nauczycielem Marpy, założyciela szkoły Kagyu w Tybecie, i wprowadził go w mahamudrę.
Maitripa znany jest również jako dzierżawca przekazu Uttara Tantra Shastra – nauk mahajany traktujących o naturze Buddy, dzięki czemu dotarły one również do Tybetu.